# Sophie de France (1734-1782)
Pour les articles homonymes, voir Sophie de France (1786-1787).
Signature
Sophie-Philippe-Élisabeth-Justine de France, dite Madame Sixième puis par la suite Madame Sophie, est née au château de Versailles le 21 juillet 1734 puis est morte au même endroit le 3 mars 1782. Elle est l'une des huit filles qu'eurent le roi Louis XV et Marie Leszczynska, et l'une des quatre enfants à leur survivre sur les dix qu'ils eurent. Elle incarna, avec ses deux sœurs Adélaïde de France et Victoire de France, la principale opposition face à la reine Marie-Antoinette d'Autriche.   

## Biographie

### Enfance
Sophie naît à Versailles le 27 juillet 1734. Elle est le huitième enfant et la sixième fille du roi Louis XV et de la reine Marie Leszczynska. Moins connue que ses sœurs, sa naissance passe quasiment inaperçue après toutes les couches de la reine, qui avait déjà donné tant de filles. Elle est baptisée dans la religion catholique avec comme marraine sa sœur, la duchesse Louise-Élisabeth, et comme parrain l'époux de cette dernière, le duc de Parme Philippe Ier. Son second prénom, Philippine, provient peut-être de son frère aîné Philippe, décédé un an avant sa naissance. Sophie et ses nombreuses sœurs sont collectivement appelées Mesdames.
Contrairement aux filles aînées du roi, elle passe toute son enfance à l'abbaye de Fontevraud, de 1738 à 1750, en compagnie de ses sœurs Madame Victoire, Madame Thérèse et Madame Louise, le coût de l'éducation de tant de filles à Versailles avec tout le statut auquel elles avaient droit étant jugé trop élevé par le cardinal Fleury, principal ministre de Louis XV. Leur mère n'est pas autorisée à leur rendre visite, mais elle leur écrit fréquemment et leur fait envoyer des cadeaux, comme un cheval à bascule pour Sophie. Madame Sophie et ses sœurs quittent officiellement Versailles pour Fontevraud le 6 juin 1738 dans huit carrosses, avec vingt chariots de bagages ; leur voyage dure treize jours.
Selon Madame Campan, employée en 1768 comme lectrice des filles de Louis XV, Mesdames reçoivent une éducation de faible qualité et même traumatisante à Fontevraud :

« Le cardinal de Fleury, qui, à la vérité, eut le mérite de rétablir les finances, poussa ce système d'économie au point d'obtenir du roi de supprimer la maison et l'éducation des quatre dernières princesses. Elles avaient été élevées, comme simples pensionnaires, dans un couvent, à quatre-vingt lieues de la cour. La maison de Saint-Cyr eût été plus convenable pour recevoir les filles du roi ; le cardinal partageait probablement quelques-unes des préventions qui s'attachent toujours aux plus utiles institutions, et qui, depuis la mort de Louis XIV, s'étaient élevées contre le bel établissement de Madame de Maintenon. Il aima mieux confier l'éducation de Mesdames à des religieuses de province. Madame Louise m'a souvent répété qu'à douze ans elle n'avait pas encore parcouru la totalité de son alphabet et n'avait appris à lire couramment que depuis son retour à Versailles.
Madame Victoire attribuait des crises de terreur panique qu'elle n'avait jamais pu vaincre, aux violentes frayeurs qu'elle éprouvait à l'abbaye de Fontevrault, toutes les fois qu'on l'envoyait par pénitence prier seule dans le caveau où l'on enterrait les religieuses. Aucune prévoyance salutaire n'avait préservé ces princesses des impressions funestes que la mère la moins instruite sait éloigner de ses enfants. »

### Retour à Versailles et règne de Louis XV

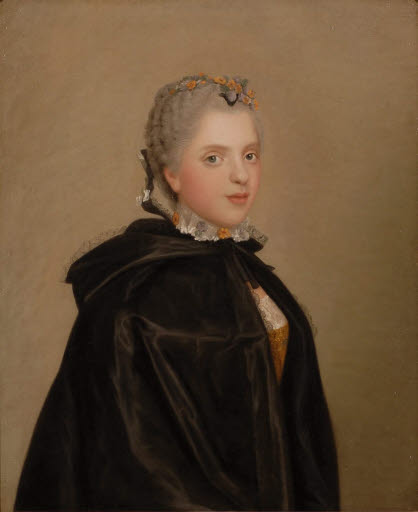
Princesse Sophie Philippine Élisabeth Justine de France, portrait de Jean-Étienne Liotard, vers 1750, peu après le retour de Sophie à Versailles.

Madame Sophie et Madame Louise sont autorisées à rentrer à Versailles en 1750, deux ans après Madame Victoire. Madame de Pompadour, qui assiste au retour des deux sœurs de Fontevraud, décrit Madame Sophie comme « presque aussi grande que moi », et « très séduisante, bien qu'un peu potelée, avec une belle carnation ».
Selon les mémoires de Madame Campan, elles compensent leur mauvaise éducation au couvent en étudiant intensément dès leur retour à Versailles, encouragées par leur frère Louis à qui elles s'attachent rapidement. Elles apprennent à écrire correctement le français, et étudient l'anglais, l'italien, les mathématiques, le tour et l'horlogerie.
Louis XV, son père, la surnomme affectueusement « Graille ».
Madame Sophie ne se marie pas, et fait partie du groupe de filles du roi non mariées appelées collectivement Mesdames. Charles-Philippe d'Albert de Luynes, dans son journal, note que Madame Sophie et ses sœurs assistent leur mère Marie Leszczynska dans diverses activités charitables qu'elle mène hors de Versailles, comme distribuer de l'argent et des vêtements aux pauvres de diverses paroisses. Réputée laide et sans trop d'esprit, on peut finalement voir le contraire sur les portraits que Jean-Marc Nattier fit d'elle dans sa jeunesse. D'un caractère réservé, voire effacé, elle n'a aucune influence sur la cour et se laisse dominer par sa sœur aînée, Madame Adélaïde. Elle suit toujours ses sœurs dans les querelles qui les opposent aux favorites royales, à l'instar de la marquise de Pompadour, et elle est toujours de leur avis politique. Elle trouve de paisibles retraites aux châteaux de Bellevue et de Louvois, qu'elle obtint avec ses aînées.
En 1761, quand ses sœurs Madame Victoire et Madame Adélaïde se rendent en Lorraine pour prendre les eaux, Madame Sophie, avec Madame Louise, visite Paris pour la première fois.
Madame Campan la décrit en ces termes :

« Madame Sophie était d'une rare laideur ; je n'ai jamais vu personne avoir l'air si effarouché ; elle marchait d'une vitesse extrême, et pour reconnaître, sans les regarder, les gens qui se rangeaient sur son passage, elle avait pris l'habitude de voir de côté, à la manière des lièvres. Cette princesse était d'une si grande timidité qu'il était possible de la voir tous les jours, pendant des années, sans l'entendre prononcer un seul mot. On assurait cependant qu'elle montrait de l'esprit, et même de l'amabilité, dans la société de quelques dames préférées ; elle s'instruisait beaucoup, mais lisait seule ; la présence d'une lectrice l'eût indéfiniment gênée. Il y avait pourtant des occasions où cette princesse, si sauvage, devenait tout à coup affable, gracieuse et montrait la bonté la plus communicative ; c'était lorsqu'il faisait de l'orage :  elle en avait peur, et tel était son effroi, qu'alors elle s'approchait des personnes les moins considérables ; elle leur faisait mille questions obligeantes ; voyait-elle un éclair, elle leur serrait la main ; pour un coup de tonnerre elle les eût embrassées ; mais le beau temps revenu, la princesse reprenait sa roideur, son silence, son air farouche, passait devant tout le monde sans faire attention à personne, jusqu'à ce qu'un nouvel orage vînt lui ramener sa peur et son affabilité. »

Elle décrit aussi la vie des filles du roi à la fin du règne de Louis XV :

« Louis XV voyait très peu sa famille ; il descendait, tous les matins, par un escalier dérobé, dans l'appartement de Madame Adélaïde. Souvent il y apportait et y prenait du café qu'il avait fait lui-même. Madame Adélaïde tirait un cordon de sonnette qui annonçait à Madame Victoire la visite du roi ; Madame Victoire en se levant pour aller chez sa sœur sonnait Madame Sophie, qui à son tour, sonnait Madame Louise. (...)
Tous les soirs à six heures, Mesdames interrompaient la lecture que je leur faisais, pour se rendre avec les princes chez Louis XV : cette visite s'appelait le débotter du roi  et était accompagnée d'une sorte d'étiquette. Les princesses passaient un énorme panier qui soutenait une jupe chamarrée d'or ou de broderie ; elles attachaient autour de leur taille une large queue et cachaient le négligé du reste de leur habillement par un grand mantelet de taffetas noir qui les enveloppait jusqu'au menton. »

En 1770, Marie-Antoinette d'Autriche, âgée de quatorze ans, épouse le dauphin Louis Auguste, neveu de Madame Sophie. Le dauphin étant proche de ses tantes, Marie-Antoinette se rapproche aussi d'elles pendant ses premières années en France en tant que première dame de la cour. Mesdames et la comtesse de Provence se relaient pour accompagner la dauphine dans les événements officiels. Cependant, les relations entre Marie-Antoinette et Mesdames se dégradent en 1772, quand les plans de faire humilier la nouvelle favorite Madame du Barry par Marie-Antoinette, dirigée par Madame Adélaïde avec le soutien de Madame Victoire et Madame Sophie, échouent.

### Règne de Louis XVI

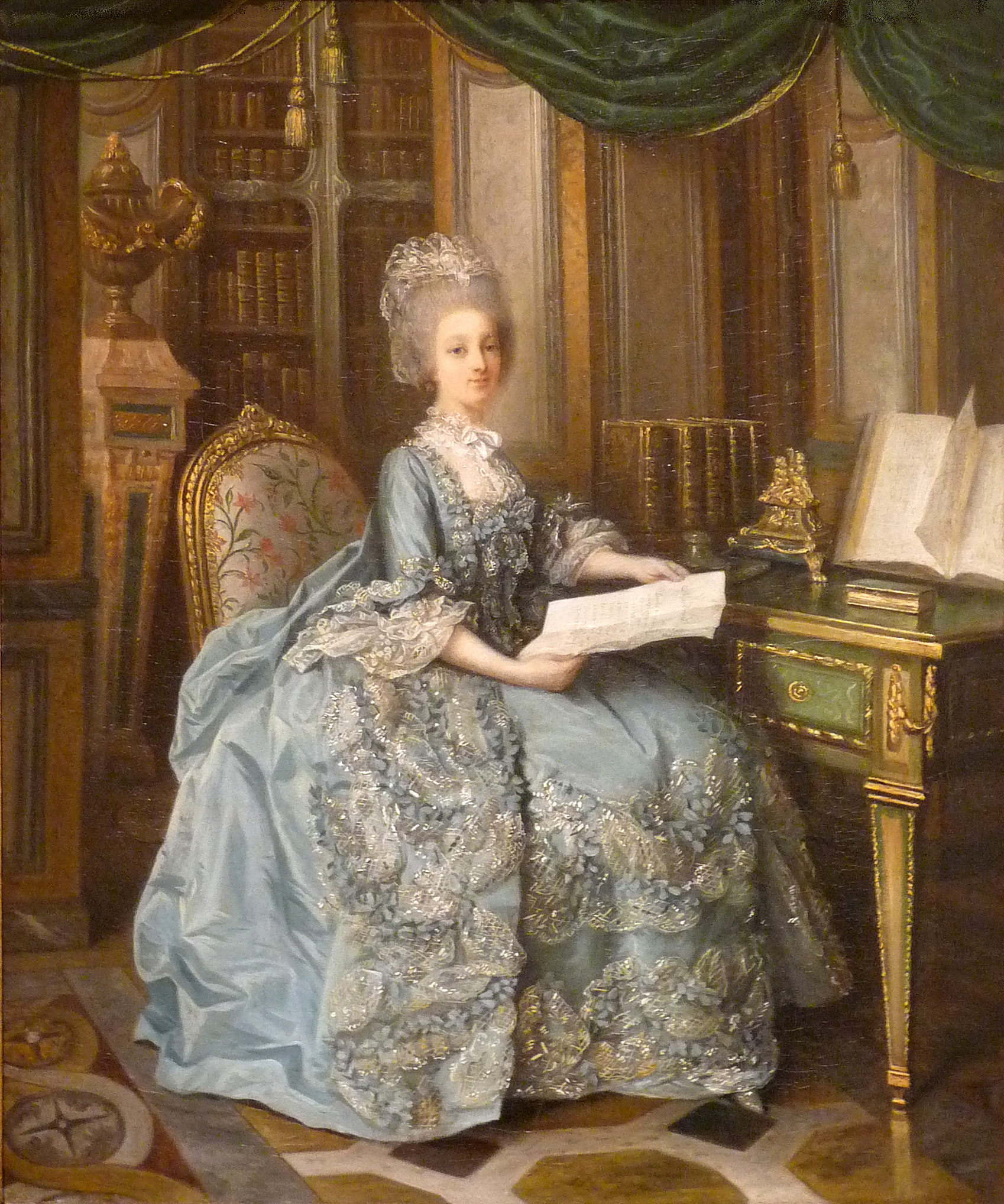
La Petite Reine de Lié Louis Périn, portrait de Madame Sophie anciennement identifié par erreur comme celui de Marie-Antoinette, années 1770.

En avril 1774, Madame Sophie, avec ses sœurs Madame Adélaïde, Madame Victoire et Madame Louise, prennent soin de Louis XV sur son lit de mort, jusqu'à son décès de la variole le 10 mai. Malgré le fait qu'elles n'ont jamais eu la variole avant, elles sont autorisées à le veiller alors que tous les héritiers mâles et la dauphine Marie-Antoinette sont écartés par peur de la contagion. Mesdames étant des femmes non mariées, exclues de la succession par la loi salique, elles sont sans doute autorisées à rester auprès du roi car leur décès n'aurait aucune incidence sur la succession au trône. Elles attrapent la variole au contact de leur père et doivent être mises en quarantaine dans une petite maison près du château de Choisy-le-Roi où la cour s'est retirée à la mort du roi, jusqu'à leur guérison.
Après la mort de Louis XV, le dauphin Louis Auguste lui succède sous le nom de Louis XVI. Il surnomme Madame Sophie et ses sœurs « Mesdames Tantes ». Il leur permet de garder leurs appartements à Versailles et elles continuent de jouer un rôle à la cour pour les événements importants, comme lors de la visite de Joseph II du Saint-Empire. Cependant, elles prennent leurs distances de la cour, et préfèrent se retirer dans leur château de Bellevue à Meudon. Elles voyagent une fois par an à Vichy avec une suite de trois cent personnes, et mettent les eaux thermales de Vichy à la mode. Elles restent les confidentes de Louis XVI et ont aussi une bonne relation avec sa sœur Élisabeth, à qui elles rendent souvent visite dans son domaine de Montreuil.
En 1777, Madame Sophie et Madame Adélaïde reçoivent de Louis XVI le titre de duchesses de Louvois, après avoir acquis ensemble un domaine de ce nom.
Mesdames ne s'entendent plus jamais bien avec Marie-Antoinette devenue reine de France. Quand la reine introduit une nouvelle coutume de dîners familiaux informels ainsi que d'autres habitudes qui perturbent l'étiquette de la cour de Versailles, la vieille noblesse se retire de Versailles en signe de protestation contre les réformes de la reine, et rejoint les salons des filles du roi. Madame Adélaïde, Madame Victoire et Madame Sophie reçoivent au château de Bellevue ainsi qu'à Versailles, et leurs salons sont fréquentés par le ministre Jean-Frédéric Phélypeaux de Maurepas, qui s'est élevé au pouvoir avec l'aide de Madame Adélaïde, de Louis V Joseph de Bourbon-Condé et de Louis-François-Joseph de Bourbon-Conti, tous deux membres du parti anti-autrichien. Beaumarchais participe aux salons où il lit ses satires de l'Autriche et de ses dirigeants. Florimond de Mercy-Argenteau, l'ambassadeur d'Autriche, indique que le salon de Mesdames est le centre d'intrigues contre la reine, où on tolère notamment la lecture de poèmes la ridiculisant.
Madame Sophie et les autres Mesdames appartiennent au parti des dévots, extrêmement conservateur et opposé aux philosophes, encyclopédistes et économistes qui fleurissent au siècle des Lumières.

### Personnalité
Inséparable de ses deux sœurs, elle semble proche de la comtesse d'Artois, sa nièce par alliance, alors timide et effacée comme elle.

### Décès
Dans son testament, elle fait de la comtesse d'Artois son exécutrice testamentaire, si ses sœurs venaient à disparaître avant elle. Sur les dix enfants du couple royal, elle fut l'une des quatre qui survécurent à leurs parents. Elle meurt le 3 mars 1782, veillée seulement par ses deux sœurs Adélaïde et Victoire. Plutôt que de se faire autopsier, comme la coutume l'exigeait, elle avait demandé qu'on lui ouvre le pied afin de vérifier qu'elle était bel et bien morte. 
Elle avait demandé à sa sœur, Madame Louise, devenue carmélite, de faire dire des prières pour elle. Celle-ci laisse un témoignage bouleversant sur sa sœur, la disant alors bonne et intelligente. La princesse est inhumée en la basilique Saint-Denis, comme tous les membres de la famille royale.  Ses restes sont ensuite profanés au cours de la Révolution française, en 1793.
Sa petite-nièce Sophie, dernière fille de Louis XVI et Marie-Antoinette, est nommée d'après elle.

## Filmographie
- Dans le film Marie-Antoinette (2006) de Sofia Coppola, son rôle est interprété par Shirley Henderson.

- Dans le film Jeanne du Barry (2023) de Maïwenn, son rôle est interprété par Laura Le Velly.